# Internet Explorer 11
Internet Explorer 11 (скорочено IE11)  — одинадцята версія оглядача  Internet Explorer від Microsoft та наступник Internet Explorer 10. Поставляється в складі Windows 8.1 і Windows Server 2012 R2. Може замінити попередні версії Internet Explorer, але на відміну Internet Explorer 9, ця версія Internet Explorer як і Internet Explorer 10 не підтримується на таких версіях Microsoft Windows як Windows Vista, Windows Server 2008 або раніше.

## Історія версій
| Колір     | Значення                 |
| --------- | ------------------------ |
| Червоний  | Стара версія             |
| Зелений   | Поточна актуальна версія |
| Блакитний | Очікувана версія         |

| Ім'я                                                 | Версія      | Дата випуску     | Нові особливості                                                                                |
| ---------------------------------------------------- | ----------- | ---------------- | ----------------------------------------------------------------------------------------------- |
| Internet Explorer 11 Developer Preview               | 11.0.9431.0 | 27 червня 2013   | Удосконалення рушія JavaScript Chakra, перероблений інструмент розробника F12, підтримка WebGL. |
| Internet Explorer 11 Developer Preview for Windows 7 | 11.0.9431.0 | 26 липня 2013    | Удосконалення рушія JavaScript Chakra, перероблений інструмент розробника F12, підтримка WebGL. |
| Internet Explorer 11 for Windows 7                   |             | 7 листопада 2013 | Покращена продуктивність, безпека, стабільність                                                 |

## Цікаві факти
- Internet Explorer 11 — перша і єдина версія Internet Explorer, в якій пропала можливість відключати вкладки.
- Internet Explorer 11 повністю визначається як Mozilla Firefox (з User Agent прибрано токен MSIE). Сам User Agent браузера під Windows 8.1 (x64) виглядає так: Mozilla/5.0 (Windows NT 6.3; WOW64; Trident/7.0; rv:11.0) like Gecko[6].
- Замість IE12, наступної версії Internet Explorer, Microsoft випустила новий браузер — Microsoft Edge, який включенний в дистрибутив Windows 10. IE 11 доступний в Windows 10 для сумісності.